# Hydropsyche orris
Hydropsyche orris là một loài Trichoptera trong họ Hydropsychidae. Chúng phân bố ở miền Tân bắc.